# Cornelius Sabinus
Cornelius Sabinus, död i januari 41, var chiliarchus (tribun) i praetoriangardet under kejsar Caligula. År 41 mördade Sabinus och Cassius Chaerea och en tredje soldat kejsar Caligula. Efter Chaereas avrättning begick Sabinus självmord.